# Body art

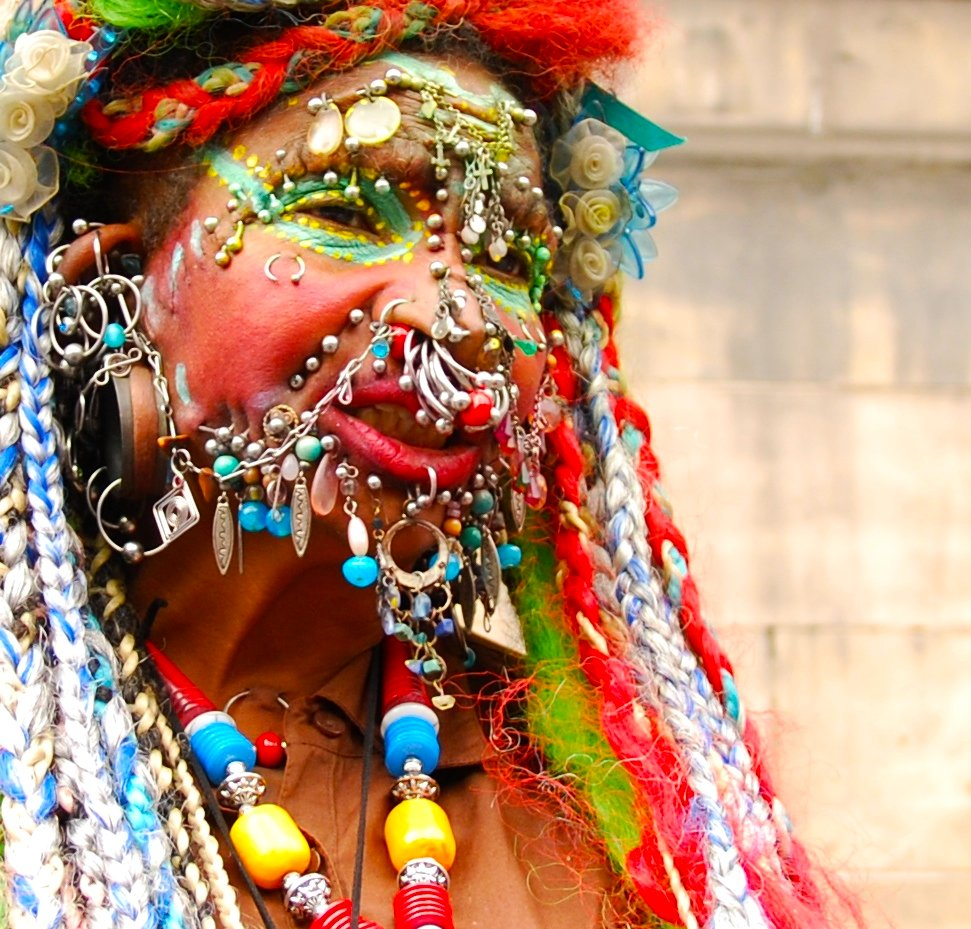
Do ponto de vista estilístico, várias culturas, do presente e do passado, foram precursoras no cultivo da arte corporal. Na fotografia vê-se Elaine Davidson e suas intervenções corporais com os piercings.

A Body art (do inglês, arte do corpo) é uma manifestação das artes visuais onde até o corpo do próprio artista pode ser utilizado como suporte ou meio de expressão. Surgiu no final da década de 1960 como uma das mais populares e controvertidas formas de arte a se disseminar. 
Em uma abordagem mais específica, surgiu como reação à impessoalidade da arte conceitual e do minimalismo, em análise mais ampla tem sido considerada um prolongamento destes.
O espectador pode atuar não apenas de forma passiva mas também como voyeur ou agente interativo. Comumente, as obras de Body art, como criações conceituais, convidam à reflexão, ao enfado, ao choque, ao distanciamento ou ao riso.
Há casos em que a body art assume o papel de ritual ou apresentação pública, apresentando, portanto, ligações com o Happening e a Performance. Outras vezes, sua comunicação com o público se dá através de documentação, por meio de videos ou fotografia.
Suas origens encontram referências na premissa de Marcel Duchamp em que "tudo pode ser usado como uma obra de arte", inclusive o corpo. Além de Duchamp, podem ser considerados precursores da Body art o francês Yves Klein, que usava corpos femininos como "pincéis vivos", o americano Vito Acconci, o italiano Piero Manzoni entre outros.

## Extremos da Body Art
Algumas das criações mais perturbadoras da body art foram realizadas durante protestos por direitos humanos relacionados à Guerra do Vietnã e a Watergate.
Outros artistas criaram obras provocativas, que implicavam atos de automutilação e autoflagelação. Essas obras chegaram ao seu extremo com os ativistas de Viena (ou acionistas) e com o também austríaco Rudolf Schwarzkogler.
O australiano Stelios Arcadiou n. 1946, vulgo Sterlac, em 2007, implantou sobre a pele do seu antebraço esquerdo uma orelha cultivada em laboratório.